# Jefferson Farfán
Jefferson Agustín Farfán Guadalupe (* 26. října 1984, Lima) je bývalý peruánský fotbalový útočník, který naposledy hrál za klub Alianza Lima.

## Klubová kariéra
Svoji profesionální fotbalovou kariéru začal v peruánském klubu Alianza Lima. Odtud v létě 2004 odešel do Evropy do nizozemského týmu PSV Eindhoven. 

V létě 2008 přestoupil za cca 10 milionů eur do německého FC Schalke 04, kde podepsal čtyřletý kontrakt. V sezóně 2014/15 ho pronásledovala zranění.
V červenci 2015 se po sedmi letech ve Schalke 04 rozhodl přestoupit do klubu Al Jazira Club ze Spojených arabských emirátů.
V roce 2017 se upsal jako volný hráč klubu FK Lokomotiv Moskva z Ruska.

## Reprezentační kariéra
V A-mužstvu Peru debutoval 23. února 2003 v přátelském utkání s Haiti (výhra 5:1), nastoupil v základní sestavě, hrál do 89. minuty a vstřelil jeden gól.